# Weidbuche in Todtmoos

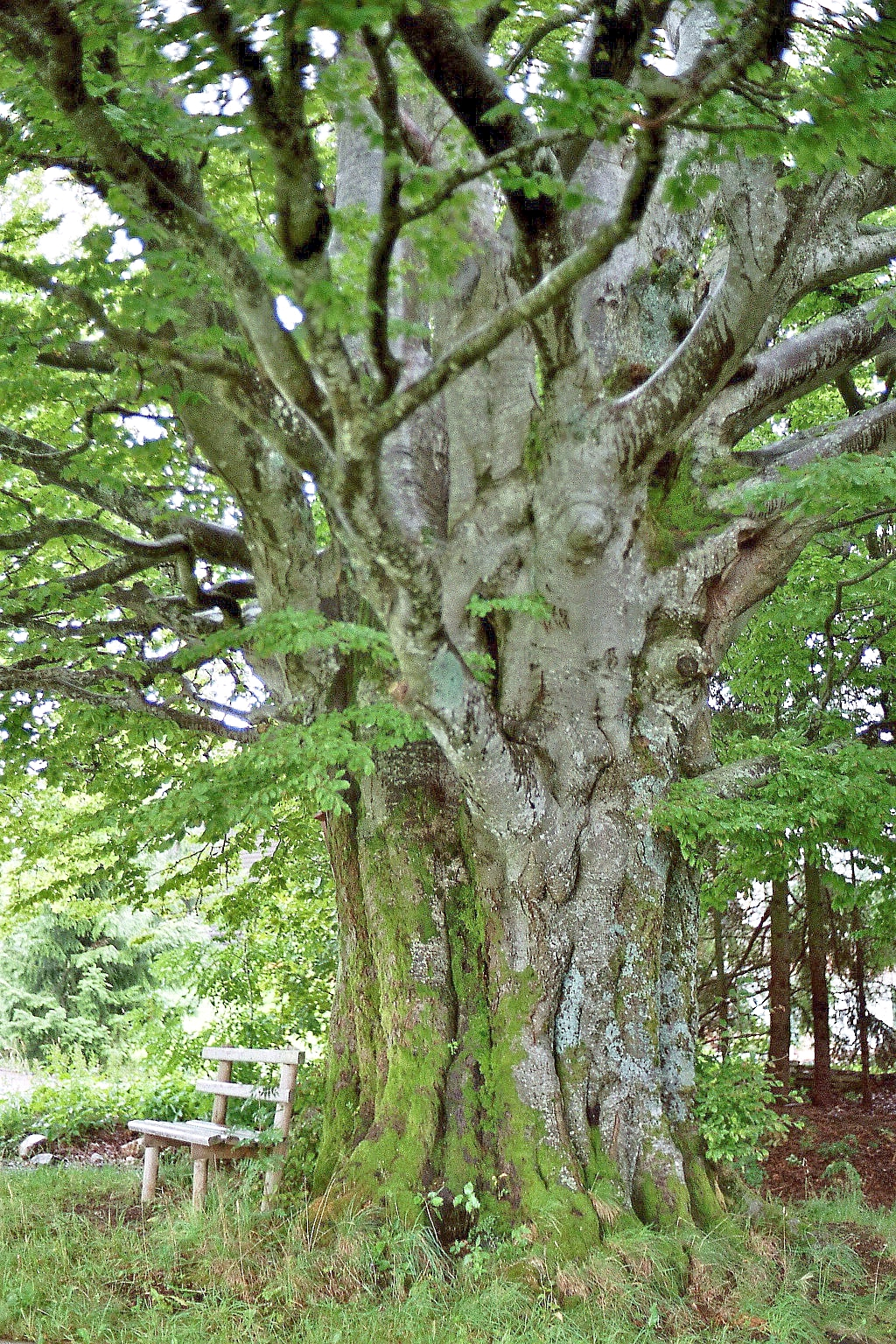
Weidbuche in Todtmoos (2006)

Die Weidbuche von Todtmoos war ein Hutebaum in Form einer Rotbuche (Fagus sylvatica). Sie stand bis 2013 auf etwa 1100 m Höhe zwischen Todtmoos-Prestenberg und dem Hochkopf und war laut einer Holztafel am Stamm 400 Jahre alt. Das ist für diese Baumart ein außergewöhnlich hohes Alter, denn Buchen werden nur selten älter als 300 Jahre.
Weidbuchen kommen vor allem im Bereich der Schwäbischen Alb häufiger vor. Sie entstehen dadurch, dass mehrere Jungpflanzen hinter dornigen Sträuchern und dadurch vor dem Verbiss durch Weidevieh geschützt in enger Nachbarschaft als „Horst“ aufwachsen und später einen gemeinsamen Stamm bilden. Im Gegensatz zu den bis zu 40 Meter hoch aufragenden Rotbuchen des Waldes tragen Weidbuchen im Allgemeinen eine sehr breit angelegte Krone, die sich sehr früh aus dem massigen, tief gefurchten Stamm entwickelt.
Der Stamm dieses Exemplars hatte einen Umfang von 6,25 Metern, die reiche und feine Verästelung seiner Krone gab ihr insgesamt eine charakteristische Pilzform. Der Baum war für sein Alter noch in sehr gutem Zustand, auch wenn einige Äste abgestorben waren.
Am 12. Juli 2013 brach der Baum aufgrund von Fäulnis auseinander und stürzte teilweise um. Die Verantwortlichen vor Ort beschlossen, die Weidbuche aus Sicherheitsgründen komplett zu entfernen. Der kurz zuvor eingeweihte Lebküchler-Wanderweg führt nun lediglich am über sechs Meter hohen Baumstumpf vorbei.